# 紀元前699年
紀元前699年（きげんぜん699ねん）は、西暦（ローマ暦）による年。紀元前1世紀の共和政ローマ末期以降の古代ローマにおいては、ローマ建国紀元55年として知られていた。紀年法として西暦（キリスト紀元）がヨーロッパで広く普及した中世時代初期以降、この年は紀元前699年と表記されるのが一般的となった。

## 他の紀年法
- 干支 : 壬午
- 中国
  - 周 - 桓王21年
  - 魯 - 桓公13年
  - 斉 - 釐公32年
  - 晋 - 晋侯緡8年
  - 秦 - 出子5年
  - 楚 - 武王42年
  - 宋 - 荘公12年
  - 衛 - 恵公元年
  - 陳 - 荘公元年
  - 蔡 - 桓侯16年
  - 曹 - 荘公3年
  - 鄭 - 厲公2年
  - 燕 - 宣侯12年
- 朝鮮
  - 檀紀1635年
- ユダヤ暦 : 3062年 - 3063年

## できごと

### 中国
- 楚の屈瑕が羅を攻撃したが、羅と盧戎の連合軍に大敗を喫した。
- 鄭の厲公・魯の桓公・紀侯が会合した。
- 鄭・魯・紀の連合軍が斉・宋・衛・燕の連合軍と会戦し、斉・宋・衛・燕の軍は敗れた。